# Ödon Koch

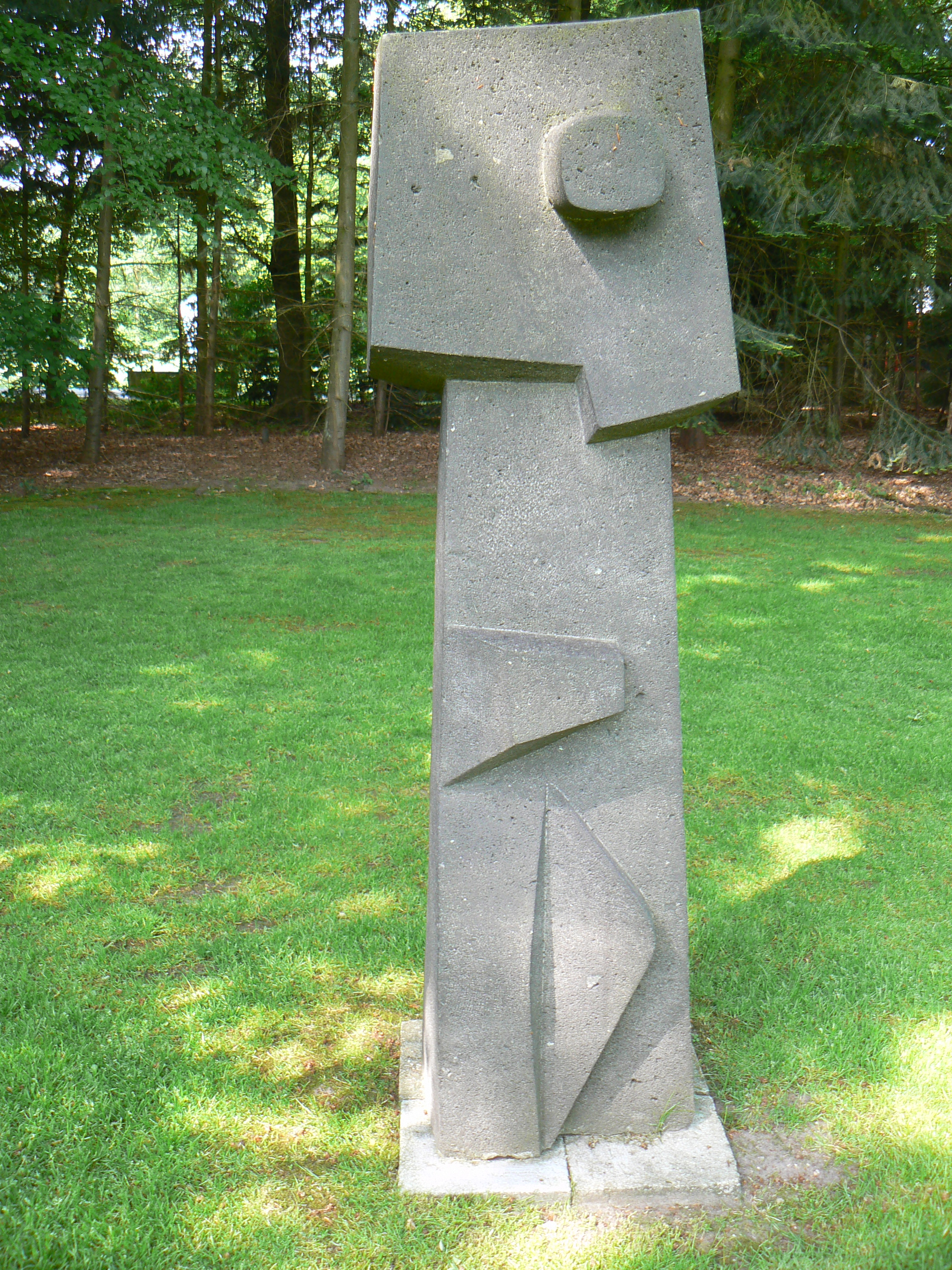
Figur I i Kröller-Müllermuseets skulpturpark

Ödon Koch, född 21 november 1906 i Zürich i Schweiz, död 21 maj 1977, var en schweizisk skulptör och grafiker. 
Ödon Koch var äldste son till en invandrande ungersk tapetserare och en schweizisk kvinna och lärde sig faderns hantverk i dennes verkstad. Han lärde sig skulptur på egen hand. Han var pionjär i Schweiz i användning av betong som material till skulpturer. Hans reliefer i betong och sten var efterfrågade av schweiziska arkitekter över hela landet under 1960-talet. Med stöd av förläggaren Marcel Joray, som organiserade Schweiziska skulpturutställningen i Biel, kunde Ödon Koch senare börja arbeta i dyrare material.
Ödon Koch arbetade med sitt material direkt, utan skisser som utgångspunkt. Han hade sin ateljé i Witikon i östra delen av Zürich. År 1977, strax före sin död, hade han 1977 i Kunsthaus Zürich sin första separatutställning. 
Under senare år märks en influens av gammal egyptisk skulptur. Koch upptäckte detta arkaiska konstspråk i Louvren och utvecklade det vidare. 
Kochs grafiska blad är till skillnad från skulpturerna mycket spontana till karaktären.

## Offentliga verk i urval
- 1958 Figur I, basaltlava, Kröller-Müllermuseets skulpturpark i Otterlo i Nederländerna
- 1961 W V Nr.59, kalksten, Seepromenade Zürichsee i Zürich
- 1960/61 Skulptur 1960/1961, Biel
- 1965/66 Skulptur 1965/1966, Skulpturmuseet Glaskasten i Marl
- 1965 Stele, skolgården på Kantonsschule i Chur
- 1971 gavelrelief,  i Basel